# Сухов, Алексей Николаевич
Алексей Николаевич Сухов (1903, Москва, Российская империя — 11 ноября 1974 года) — советский партийный и государственный деятель, заместитель председателя Совета Народных Комиссаров РСФСР (1939—1943).

## Биография
Член РКП(б) с 1921 г.
В 1933 г. окончил Московский государственный университет.
До 1925 г. на комсомольской работе.
- 1933—1939 гг. — заместитель начальника политического отдела машинно-тракторной станции, инструктор, заведующий Сельскохозяйственным отделом Московского городского комитета ВКП(б), заместитель заведующего сельскохозяйственным отделом ЦК ВКП(б),
- март-октябрь 1939 г. — народный комиссар земледелия РСФСР,
- 1939—1943 гг. — заместитель председателя СНК РСФСР,
- 1943—1952 гг. — народный комиссар-министр социального обеспечения РСФСР.

## Награды и звания
Награждён орденом Красной Звезды.